# 다니엘 브륄
다니엘 브륄(Daniel Brühl, 1978년 6월 16일 ~ )은 독일의 배우, 영화 감독이다.

## 출연 작품
- 에주케이터
- 본 얼티메이텀
- 굿바이 레닌
- 바스터즈: 거친 녀석들
- 러시: 더 라이벌
- 제5계급
- 모스트 원티드 맨
- 콜로니아
- 주키퍼스 와이프
- 엔테베 작전 - 윌프리드 보제 역
- 마이 조이
- 클로버필드 패러독스
- 킹스맨: 퍼스트 에이전트
- 서부 전선 이상 없다